# Volkstum
Il Volkstum (lett. carattere nazionale o folklore, anche se il significato è più ampio dell'uso comune di folklore) è l'insieme delle espressioni di un Volk o di una minoranza etnica nel corso della sua esistenza, l'espressione di un "Volkscharakter" che questa unità ha in comune. Tale concetto era l'idea centrale del movimento Völkisch.
Il termine fu coniato dai nazionalisti tedeschi nel contesto delle "Guerre di liberazione" della Germania, in marcata e consapevole opposizione agli ideali della Rivoluzione francese, come i diritti umani universali. Questo senso del termine oggi è criticato scientificamente, anche se è ancora in uso nella protezione delle minoranze etniche e costituisce uno standard legale in Austria.

## Origini
Durante l'Illuminismo l'aggettivo volkstümlich di solito indicava sia l'attività culturale dei tedeschi non istruiti sia la cultura popolare. La "Volksdichtung" (poesia del popolo) era "alta" letteratura, la cultura della distinzione, e in parte sminuiva l'educazione elitaria, in parte la idealizzava. Il concetto non era ancora legato a una nazione specifica.
Justus Möser (1720–1794), Johann Gottfried Herder (1744–1803), Johann Georg Hamann (1730–1788) e altri romantici tedeschi gradualmente allargarono il concetto fino a comprendere in esso il "carattere popolare" puro, organico, persona eterna, il Volkscharakter, e lo usarono per attaccare le monarchie regnanti in Germania.  Möser era già considerato il "Vater der Volkskunde" (padre dell'etnologia europea), con l'affermazione del Deutschtum contro il cosmopolitismo dell'Illuminismo e contro la Rivoluzione francese. 
Friedrich Ludwig Jahn (Deutsches Volksthum 1810) è considerato l'inventore della parola Volkstum.  Per lui, per Ernst Moritz Arndt (1769–1860) e per Johann Gottlieb Fichte (1762–1814), il Volkstum tedesco era una fonte rivoluzionaria non solo contro la dominazione straniera della Francia napoleonica, ma anche contro le dinastie regnanti e la Chiesa.  Per questi tre pensatori l'idea di una posizione uniforme anti-illuminista opposta al Volkstum era già collegata all'antisemitismo.